# Dai Lili
Dai Lili (kinesiska: 戴丽丽), är en kinesisk bordtennisspelare.
Vid världsmästerskapen i bordtennis 1985 i Göteborg tog hon VM-guld i damlag, VM-guld i damdubbel och VM-brons i damsingel.
Två år senare vid världsmästerskapen i bordtennis 1987 i New Delhi tog hon VM-guld i damlag, VM-silver i damdubbel och VM-brons i damsingel.